# Strickherdicker Bach
Der Strickherdicker Bach ist ein etwas über 3 Kilometer langes Fließgewässer im nordrhein-westfälischen Kreis Unna, der in der Stadt Fröndenberg verläuft und von rechts in die Ruhr mündet.

## Geographie

### Verlauf
Der Strickherdicker Bach entspringt auf einer Höhe von etwa 195 m ü. NHN in einer landwirtschaftlich genutzten Zone südlich des zum Fröndenberger Ortsteil Strickherdicke gehörenden Wohnplatzes Landwehr.
Er fließt zunächst in südsüdwestlicher Richtung durch Felder und Wiesen östlich am Fröndenberger Dorf Strickherdicke vorbei, durchquert dann das 2001 ausgewiesene Naturschutzgebiet Strickherdicker Bachtal und wird dabei auf seiner linken Seite vom Strickherdicker Siepen gespeist.
Der Strickherdicker Bach mündet schließlich aus dem Norden kommend im Fröndenberger Ortsteil Langschede auf eine Höhe von ungefähr 115 m ü. NHN von rechts in die aus dem Osten heranziehende Ruhr.
Der 3,32 m lange Lauf des Strickherdicker Bachs endet ungefähr 80 Höhenmeter unterhalb seiner Quelle, er hat somit ein mittleres Sohlgefälle von circa 24 ‰.

### Zuflüsse
- Strickherdicker Siepen[3] (links), 1,5 km, 0,83 km²

## Begradigung und Renaturierung
Im Jahr 1934 wurde der Bach durch den nationalsozialistischen Arbeitsdienst umgestaltet. Die Begradigung führte zu einer Vertiefung des Bachbetts. Im Südteil des Naturschutzgebiets wurde das Bachbett renaturiert und ein mäandrierender Verlauf wieder hergestellt. Die Arbeiten wurden 2018 vom Unternehmen Lodenkemper ausgeführt.